# Trojany (Nagórki)
Trojany – część wsi Nagórki w Polsce, położona w województwie podlaskim, w powiecie łomżyńskim, w gminie Piątnica.
W latach 1975–1998 Trojany należały administracyjnie do województwa łomżyńskiego.

## Historia
W latach 1921–1939 wieś leżała w województwie białostockim, w powiecie kolneńskim (od 1932 w powiecie łomżyńskim), w gminie Rogienice.
Według Powszechnego Spisu Ludności z 1921 roku wieś zamieszkiwało 51 osób w 5 budynkach mieszkalnych. Miejscowość należała do parafii rzymskokatolickiej w m. Piątnica. Podlegała pod Sąd Grodzki w Stawiskach i Okręgowy w Łomży; właściwy urząd pocztowy mieścił się w m. Mały Płock.